# Maurice Duruflé
Maurice Gustave Duruflé (IPA: [mɔˈʁis dyʁyˈfle]; Louviers, 11 gennaio 1902 – Louveciennes, 16 giugno 1986) è stato un compositore e organista francese.

## Biografia
Nel 1912, Duruflé divenne corista alla Scuola del Coro della Cattedrale di Rouen, dove studiò pianoforte e organo con Jules Haelling. A 17 anni si trasferì a Parigi, dove prese lezioni private di organo da Charles Tournemire e ne divenne l'assistente a Sainte Clotilde fino al 1927. Nel 1920, Duruflé entrò al Conservatorio di Parigi, che lasciò solo dopo aver vinto il primo premio in organo, in armonia, accompagnamento per pianoforte e composizione. Nel 1927, Louis Vierne lo nominò suo assistente a Notre Dame. Divenne organista titolare a Saint-Étienne-du-Mont a Parigi nel 1930, mantenendo l'incarico per tutta la vita.
Nel 1935, Duruflé suonò la prima della Sinfonia VI op. 59 di Louis Vierne alla Cattedrale di Notre Dame. Otto anni più tardi divenne professore di armonia al Conservatorio di Parigi, dove lavorò fino al 1970.
Nel 1939 suonò per la prima esecuzione del Concerto per organo, orchestra e timpani di Francis Poulenc. Duruflé aveva fornito a Poulenc alcuni suggerimenti sulla messa a punto della parte organistica.
Nel 1947 scrisse la sua opera più famosa, il Requiem op. 9, per solisti, coro, organo e orchestra. Nello stesso anno, Marie-Madeleine Chevalier divenne sua assistente a St-Etienne-du-Mont. La coppia si sposò nel 1953.
Duruflé smise di suonare nel 1975 in seguito alle gravi ferite riportate in un incidente automobilistico, le cui conseguenze lo costrinsero ad una lunga convalescenza, principalmente nella sua casa. La sua ultima opera, pubblicata nel 1977, Padre nostro a 4 voci, è dedicato «à Marie-Madeleine Duruflé».
Maurice Duruflé morì a Louveciennes nel 1986, all'età di 84 anni.

## Composizioni
Per organo solista
- Scherzo op. 2 (1926)
- Prélude, Adagio et Choral varié sur le Veni Creator op. 4 (1930)
- Suite op. 5 (1932):
  - Prélude
  - Sicilienne
  - Toccata
- Prélude et Fuge sur le nom d'Alain op. 7 (1942)
- Prélude sur l'Introït de l'Epiphanie op. 13 (1961)
- Fugue sur le carillon des heuresⓘ de la Cathédrale de Soissons op. 12 (1962)
- Méditation, postuma (1964)
- Lecture à vue (inedito)
- Fugue (inedito)
- Lux aeterna (inedito)

Musica da camera
- Prélude, Récitatif et Variations op. 3 per flauto, viola e pianoforte (1928)

Per pianoforte solista
- Triptyque op. 1: Fantaisie sur des thèmes grégoriens (1927/1943, inedito)
- Trois Danses op. 6 (1932, versione per pianoforte del compositore):
  - Divertissement
  - Danse lente
  - Tambourin

Pianoforte a 4 mani
- Trois Danses op. 6 (1932, trascritta dal compositore):
  - Divertissement
  - Danse lente
  - Tambourin

Due pianoforti
- Trois Danses op. 6 (1932, trascritta dal compositore):
  - Divertissement
  - Danse lente
  - Tambourin

Opere per Orchestra
- Trois Danses op. 6 (1932): 
  - Divertissement
  - Danse lente
  - Tambourin
- Andante et Scherzo op. 8 (1940)

Opere per coro
- Requiem op. 9 per solisti, coro, orchestra e organo (1947)
  - Version with Organ (1948)
  - Version with Orchestra (1950)
  - Version with small Orchestra (1961)
- Quatre motets sur des thèmes grégoriens op. 10 per coro a cappella (1960):
  - Ubi caritas et amor
  - Tota pulchra es
  - Tu es Petrus
  - Tantum ergo
- Messe cum jubilo op. 11 per baritono solista, coro di voci maschili e orchestra (1966):
  - Versione con organo (1967)
  - Versione con orchestra (1970)
  - Versione con piccola orchestra (1972)
- Notre père op. 14 per coro a 4 voci miste (1977)

Opere varie
- Hommage à Jean Gallon (1953)
- Sicilienne dalla Suite op. 5 per piccola orchestra (flauto, oboe, clarinetto, fagotto, corno e quintetto di violini, inedito)

Trascrizioni
- Johann Sebastian Bach: 4 corali preludi per organo, trascrizione per orchestra di Maurice Duruflé (1942/1945):
  - Nun komm, der Heiden Heiland (18 corali)
  - Nun freut euch, lieben Christen g'mein BWV 734
  - O Lamm Gottes unschuldig BWV 656 (18 corali)
  - In dir ist Freude BWV 615 (Orgelbüchlein)
- Louis Vierne: Soirs étrangers op. 56, per violoncello e pianoforte, trascrizione per orchestra di Maurice Duruflé (1943):
  - Grenade
  - Sur le Léman
  - Venise
  - Steppe canadien
  - Poisson chinois
- Louis Vierne: Ballade du désespéré op. 61, poema lirico per tenore solista e pianoforte, trascrizione per orchestra di Maurice Duruflé (1943)
- Maurice Duruflé: Requiem op. 9, per voce e pianoforte (1947)
- Johann Sebastian Bach: Due corali dalle cantate BWV 22 e 147, arrangiamento per organo solista di Maurice Duruflé (1952)
- Louis Vierne: Trois improvisations per organo (Notre-Dame-de-Paris, novembre 1928), trascritte da Maurice Duruflé (1954):
  - Marche épiscopale
  - Méditation
  - Cortège
- Charles Tournemire: Cinq improvisations per organo (Ste. Clotilde, Parigi, 1930/1931), trascritte da Maurice Duruflé (1956-1958):
  - Petite rapsodie improvisée
  - Cantilène improvisée
  - Improvisation sur le "Te Deum"
  - Fantaisie-improvisation sur l'"Ave maris stella"
  - Choral-improvisation sur le "Victimae paschali"
- Gabriel Fauré: Prélude de Pelléas et Mélisande, trascritto per organo solista da Maurice Duruflé
- Robert Schumann: Lamentation, trascritto per organo solista da Maurice Duruflé